# Hagsätra (metropolitana di Stoccolma)
Hagsätra è una stazione della metropolitana di Stoccolma.
Si trova presso l'omonimo quartiere, a sua volta situato all'interno della circoscrizione di Enskede-Årsta-Vantör. È un capolinea della linea verde T19, mentre sul percorso della tratta la fermata più adiacente è quella di Rågsved. Essendo ad situata a 46,2 metri sopra il livello del mare, per altitudine è la terza fermata della rete metroviaria locale.
Venne ufficialmente aperta il 1º dicembre 1960. La banchina e i binari sono localizzati in superficie. L'entrata è invece collocata presso la piazza Hagsätra torg. La stazione, progettata dall'architetto Olov Blomkvist, presenta opere decorative create dagli artisti Britta Simonsson-Örtenholm e Per Carm.
L'utilizzo medio quotidiano durante un normale giorno feriale è pari a 4.000 persone circa.

## Tempi di percorrenza
| Linea | Capolinea       | Tempo  | Stazione                                                  | Tempo                                     |
| T19   | Hässelby strand | 55 min | Gullmarsplan Slussen Gamla stan T-Centralen Alvik Åkeshov | 14 min 18 min 19 min 23 min 36 min 43 min |